# Monique Christin
Monique Christin (* im 20. Jahrhundert) ist eine deutsche Schauspielerin und Hörspielsprecherin.

## Leben
1968 hatte Christin bei dem Fernsehfilm Des Meeres und der Liebe Wellen erstmals eine Rolle inne. 1972 stand sie in der Fernsehserie Wir 13 sind 17 erstmals für das Fernsehen vor der Kamera.

## Filmografie
- 1968: Des Meeres und der Liebe Wellen (Fernsehfilm)
- 1969: Kampl (Fernsehfilm)
- 1970: Gefährliche Neugier (Fernsehfilm)
- 1970: Die Taubenaffäre (Fernsehfilm)
- 1970: Warum ist es am Rhein so schön? (Fernsehfilm)
- 1972: Galgentoni (Fernsehfilm)
- 1972: Wir 13 sind 17 (Fernsehserie, Folge 1x11)
- 1974: Unter Ausschluß der Öffentlichkeit (Fernsehserie, Folge 1x05)
- 1974: Telerop 2009 – Es ist noch was zu retten (Fernsehserie, Folge 1x07)
- 1975: Dein gutes Recht (Fernsehserie, Folge 1x10)
- 1975: LH 615 – Operation München (Fernsehfilm)
- 1976: Der Anwalt (Fernsehserie, Folge 1x12)
- 1976: Inspektion Lauenstadt (Fernsehserie, Folge 1x07)
- 1978: Der Alte (Fernsehserie, Folge 2x03)

## Hörspiele (Auswahl)
- 1973: Anton Delmar: Mylord, der Blechnapf sind serviert (Effie) – Regie: Otto Düben (Hörspiel – BR)
- 1973: Iwan Goll: Melusine (Melusine) – Regie: Hermann Wenninger (Hörspielbearbeitung – BR)
- 1973: Alan Plater: Fred (Susan) – Regie: Alexander Malachovsky (Original-Hörspiel – BR)
- 1979: Paul van der Hurk: Kriminaldokumentation ... (2. Folge: Das künstliche Auge des Gesetzes: - Die Fotografie im Dienste der Kriminalistik – ) – Regie: Peter M. Preissler (Originalhörspiel, Kriminalhörspiel – BR)
- 1979: Eduardo DeFilippo: Samstag, Sonntag, Montag (Virginia) – Bearbeitung und Regie: Lilian Westphal (Hörspielbearbeitung – BR)
- 1979: Eva Maria Mudrich: Anita (Frau Xavier) – Regie: Willy H. Thiem (Hörspiel – BR)

Quelle: ARD-Hörspieldatenbank